# 已然語氣
已然語氣（realis moods、現實式/實現狀/實然/現在、完成、習慣及進行與過去式）是用於表明事情為實際情況（實際是怎樣或實際不是怎樣；已經發生或正在發生的事件）一類語氣；亦即，用於表明事情的狀況為已知的一類語氣。最常見的已然語氣為“直陳語氣”或“宣告語氣”。因為並不是每種語言都有已然語氣下的子類別，所以在有些語言中，已然語氣等於“指示語氣”（indicative mood），因而在中文中，常有混用譯名的情況。

## 直陳語氣
直陳語氣（indicative mood）或證據語氣（evidential mood）用於事實性語句和有信心肯定為事實的情況。特定語言中沒有歸類為其他語氣的所有意向都分類為直陳語氣。它是最常用的語氣並且可以在所有語言中找到。比如:“保羅正在吃蘋果”或“約翰吃蘋果”。

## 宣告語氣
宣告語氣（declarative mood）用於表示陳述為真而沒有任何限定条件。在很多語言中它等價於陳述語氣，儘管有時還是對它們作出區分。它密切關聯於推論語氣。此術語在中文中沒有常見譯名。

## 一般語氣
泛指語氣（generic mood）用於普遍指稱某一種類的事物，比如在“兔子跑得快”中，所講的兔子泛指各種兔子，而非特指某些比其他兔子跑得快的兔子。英語沒有構詞方法來區分一般語氣和直陳語氣；但是，區別可以從周圍的詞語的語境中輕易理解出來。比如:“rabbits are fast”或“those rabbits are fast”。使用了指示代名詞 those 則暗含了是專指特定的、確定的兔子，而省略了它就僅只預設暗含一般語氣。
古希臘語有一種一般語氣，所謂的“格言話語方式”，使用不定過去時直陳語氣(通常保留給關於過去的陳述)。它特別用於表達關於世界的哲學真理。
此術語在中文中沒有常見譯名。